# Wiktor Kopył
Wiktor Anatolijowycz Kopył, ukr. Віктор Анатолійович Копил, ros. Виктор Анатольевич Копыл, Wiktor Anatoljewicz Kopył (ur. 10 lipca 1960 we wsi Owadne, w obwodzie wołyńskim, Ukraińska SRR, zm. 8 sierpnia 2014 w Nowogrodzie Wołyńskim) – ukraiński piłkarz, grający na pozycji obrońcy.

## Kariera piłkarska
W 1978 rozpoczął karierę piłkarską w klubie Wołyń Łuck, który uczestniczył wtedy w rozgrywkach Wtoroj (III poziom) ligi Mistrzostw ZSRR. W 1980 przeszedł do Krywbasa Krzywy Róg, a w 1981 do Karpat Lwów. Pierwszą połowę sezonu 1982 bronił barw Nistru Kiszyniów. W latach 1982–1983 służył w wojskowym klubie SKA-Karpaty Lwów. W 1984 został piłkarzem Kołosu Nikopol, a po pół roku powrócił do rodzinnego klubu. Od 1985 do 1988 ponownie grał w Krywbasie Krzywy Róg. Potem występował w klubach Sudnobudiwelnyk Mikołajów i Kremiń Krzemieńczuk, po czym po raz trzeci zasilił skład Krywbasu Krzywy Róg. W 1991 wyjechał do Rosji, gdzie bronił barw Kauczuka Sterlitamak. W 1992 zakończył karierę piłkarską w Artanii Oczaków.

## Życie prywatne
8 sierpnia 2014 zmarł w Nowogrodzie Wołyńskim w wieku 54 lat po ciężkiej chorobie.